# Waco C-62
El Waco C-62 fue un propuesto avión de transporte de ala alta similar en tamaño y capacidad al Douglas DC-3.

## Diseño y desarrollo
Fueron ordenados 13 aviones de preproducción en octubre de 1941, siendo concedido un contrato de producción de 240 ejemplares a principios de 1942; sin embargo, el proyecto fue cancelado en septiembre de 1943 en favor del Curtiss-Wright C-76 Caravan, antes de que ningún avión fuese construido.

## Especificaciones
Referencia datos: Aviarmor

### Características generales
- Tripulación: Dos
- Capacidad: 22 soldados o 2000 kg de carga
- Longitud: 22,5 m (73,8 ft)
- Envergadura: 30,5 m (100 ft)
- Altura: 5,8 m (19,1 ft)
- Peso vacío: 9825 kg (21 654,3 lb)
- Peso máximo al despegue: 13 381 kg (29 491,7 lb)
- Planta motriz: 2× motor radial de 14 cilindros en dos filas refrigerado por aire Pratt & Whitney R-1830-39.
  - Potencia: 890 kW (1227 HP; 1210 CV) cada uno.

### Rendimiento
- Velocidad máxima operativa (Vno): 241 km/h (150 MPH; 130 kt)
- Alcance: 966 km (522 nmi; 600 mi)
- Techo de vuelo: 5182 m (17 001 ft)

## Aeronaves relacionadas

### Secuencias de designación
- Secuencia C-_ (Aviones de Carga del USAAC/USAAF/USAF, 1924-1962): ← C-59 - C-60 - C-61 - C-62 - C-63 - C-64 - C-65 →